# 育碧蒙彼利埃
育碧蒙彼利埃，是法国的游戏开发商，其总部设在蒙彼利埃。该工作室因制作《雷曼》和《超越善恶》，以及创建UbiArt框架引擎而知名。